# Rychlobruslení na Zimních olympijských hrách 1964
Závody v rychlobruslení se na Zimních olympijských hrách 1964 v Innsbrucku uskutečnily ve dnech 30. ledna – 7. února 1964 na otevřené dráze Olympia Eisstadion.

## Přehled

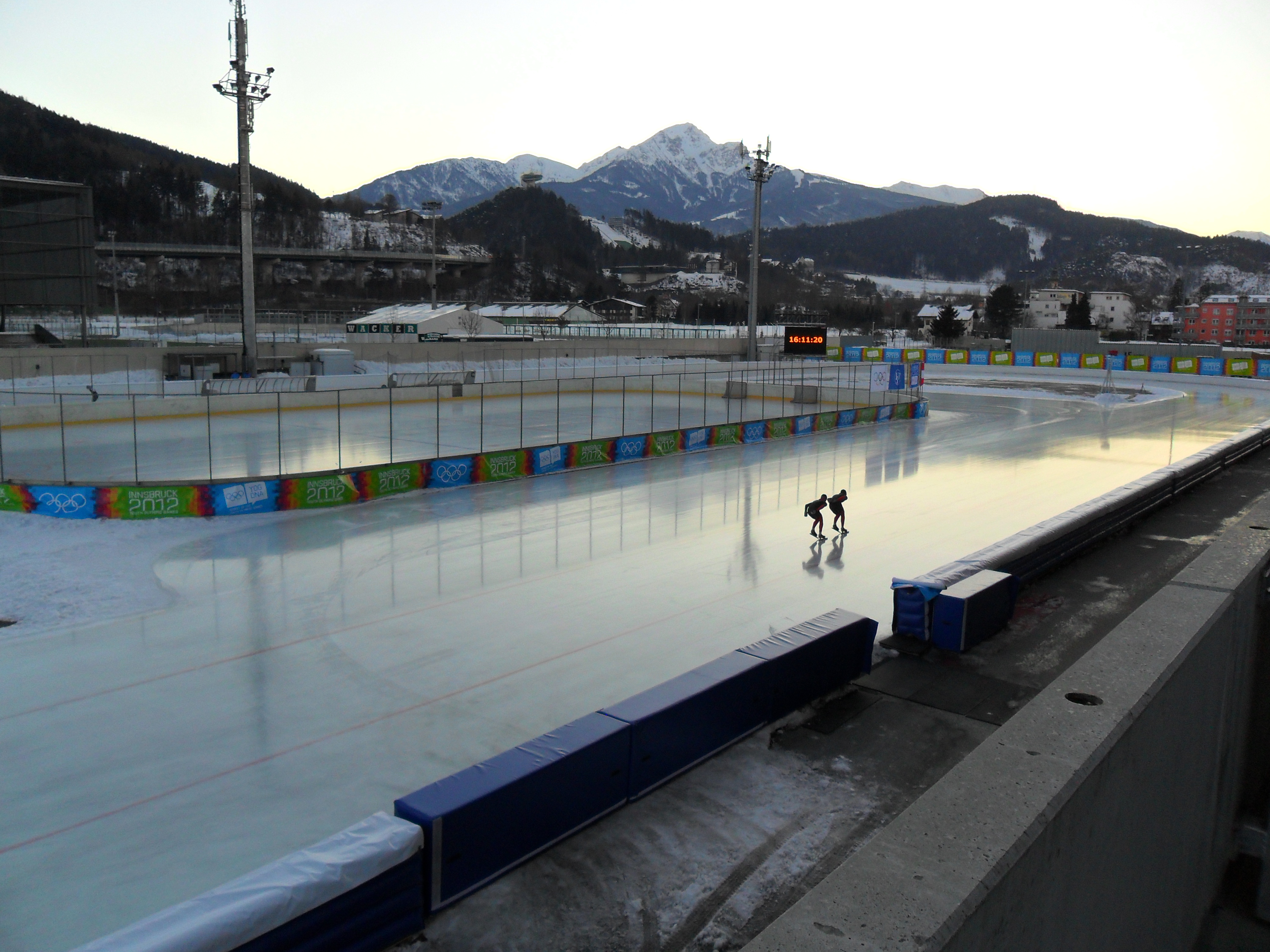
Olympia Eisstadion

V Innsbrucku bylo na programu celkem 8 závodů, čtyři pro muže a čtyři pro ženy. Muži startovali na tratích 500 m, 1500 m, 5000 m a 10 000 m, ženy na tratích 500 m, 1000 m, 1500 m a 3000 m.

## Medailové pořadí zemí
| Pořadí  | Země                         | Zlato | Stříbro | Bronz | Celkově |
| ------- | ---------------------------- | ----- | ------- | ----- | ------- |
| 1.      | Sovětský svaz (URS)          | 5     | 5       | 2     | 12      |
| 2.      | Norsko (NOR)                 | 1     | 3       | 3     | 7       |
| 3.      | Spojené státy americké (USA) | 1     | 0       | 0     | 1       |
| 3.      | Švédsko (SWE)                | 1     | 0       | 0     | 1       |
| 5.      | Finsko (FIN)                 | 0     | 1       | 1     | 2       |
| 6.      | Nizozemsko (NED)             | 0     | 1       | 0     | 1       |
| 6.      | Severní Korea (PRK)          | 0     | 1       | 0     | 1       |
| Celkově | Celkově                      | 8     | 11      | 6     | 25      |

## Muži

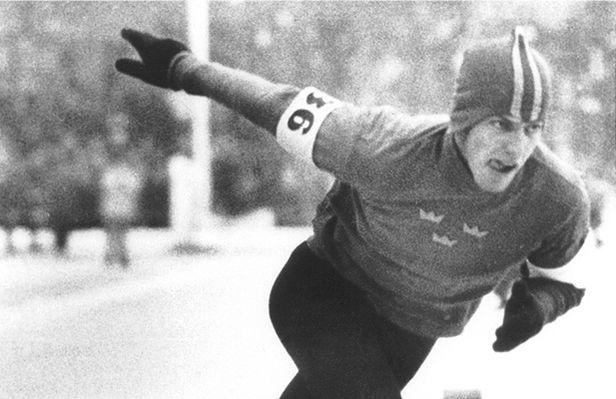
Švédský rychlobruslař Jonny Nilsson při olympijském závodě v Innsbrucku

### 500 m
| Pořadí           | Jméno              | Země                   | Čas       | Ztráta |
| ---------------- | ------------------ | ---------------------- | --------- | ------ |
| Zlatá medaile    | Terry McDermott    | Spojené státy americké | 40,1 (OR) | 0,0    |
| Stříbrná medaile | Jevgenij Grišin    | Sovětský svaz          | 40,6      | +0,5   |
| Stříbrná medaile | Vladimir Orlov     | Sovětský svaz          | 40,6      | +0,5   |
| Stříbrná medaile | Alv Gjestvang      | Norsko                 | 40,6      | +0,5   |
| 5.               | Keiiči Suzuki      | Japonsko               | 40,7      | +0,6   |
| 6.               | Eddie Rudolph      | Spojené státy americké | 40,9      | +0,8   |
| 7.               | Heike Hedlund      | Švédsko                | 41,0      | +0,9   |
| 8.               | Villy Haugen       | Norsko                 | 41,1      | +1,0   |
| 8.               | William Disney     | Spojené státy americké | 41,1      | +1,0   |
| 10.              | Simo Rinne         | Finsko                 | 41,4      | +1,3   |
| 10.              | Raymond Fonvieille | Francie                | 41,4      | +1,3   |
| 10.              | Hroar Elvenes      | Norsko                 | 41,4      | +1,3   |
| 10.              | Rafael Grač        | Sovětský svaz          | 41,4      | +1,3   |
|                  |                    |                        |           |        |
| 32.              | Oldřich Teplý      | Československo         | 43,2      | +3,1   |

### 1500 m
| Pořadí           | Jméno            | Země           | Čas    | Ztráta |
| ---------------- | ---------------- | -------------- | ------ | ------ |
| Zlatá medaile    | Ants Antson      | Sovětský svaz  | 2:10,3 | 0,0    |
| Stříbrná medaile | Kees Verkerk     | Nizozemsko     | 2:10,6 | +0,3   |
| Bronzová medaile | Villy Haugen     | Norsko         | 2:11,2 | +0,9   |
| 4.               | Jouko Launonen   | Finsko         | 2:11,9 | +1,6   |
| 5.               | Lev Zajcev       | Sovětský svaz  | 2:12,1 | +1,8   |
| 6.               | Eduard Matusevič | Sovětský svaz  | 2:12,2 | +1,9   |
| 6.               | Ivar Eriksen     | Norsko         | 2:12,2 | +1,9   |
| 8.               | Juhani Järvinen  | Finsko         | 2:12,4 | +2,1   |
| 9.               | Magne Thomassen  | Norsko         | 2:12,5 | +2,2   |
| 10.              | Rudie Liebrechts | Nizozemsko     | 2:12,8 | +2,5   |
|                  |                  |                |        |        |
| 32.              | Oldřich Teplý    | Československo | 2:17,9 | +7,6   |

### 5000 m
| Pořadí           | Jméno               | Země           | Čas         | Ztráta |
| ---------------- | ------------------- | -------------- | ----------- | ------ |
| Zlatá medaile    | Knut Johannesen     | Norsko         | 7:38,4 (OR) | 0,0    |
| Stříbrná medaile | Per Ivar Moe        | Norsko         | 7:38,6      | +0,2   |
| Bronzová medaile | Fred Anton Maier    | Norsko         | 7:42,0      | +3,6   |
| 4.               | Viktor Kosičkin     | Sovětský svaz  | 7:45,8      | +7,4   |
| 5.               | Hermann Strutz      | Rakousko       | 7:48,3      | +9,9   |
| 6.               | Jonny Nilsson       | Švédsko        | 7:48,4      | +10,0  |
| 7.               | Ivar Nilsson        | Švédsko        | 7:49,0      | +10,6  |
| 8.               | Rudie Liebrechts    | Nizozemsko     | 7:50,9      | +12,5  |
| 9.               | Kees Verkerk        | Nizozemsko     | 7:51,1      | +12,7  |
| 10.              | Muzachid Chabibulin | Sovětský svaz  | 7:52,3      | +13,9  |
|                  |                     |                |             |        |
| 33.              | Oldřich Teplý       | Československo | 8:25,6      | +47,2  |

### 10 000 m
| Pořadí           | Jméno              | Země                     | Čas     | Ztráta |
| ---------------- | ------------------ | ------------------------ | ------- | ------ |
| Zlatá medaile    | Jonny Nilsson      | Švédsko                  | 15:50,1 | 0,0    |
| Stříbrná medaile | Fred Anton Maier   | Norsko                   | 16:06,0 | +15,9  |
| Bronzová medaile | Knut Johannesen    | Norsko                   | 16:06,3 | +16,2  |
| 4.               | Rudie Liebrechts   | Nizozemsko               | 16:08,6 | +18,5  |
| 5.               | Ants Antson        | Sovětský svaz            | 16:08,7 | +18,6  |
| 6.               | Viktor Kosičkin    | Sovětský svaz            | 16:19,3 | +29,2  |
| 7.               | Gerhard Zimmermann | Tým sjednoceného Německa | 16:22,5 | +32,4  |
| 8.               | Terry Malkin       | Velká Británie           | 16:35,2 | +45,1  |
| 9.               | Kurt Stille        | Dánsko                   | 16:38,3 | +48,2  |
| 10.              | Ivar Nilsson       | Švédsko                  | 16:40,3 | +50,2  |

## Ženy

### 500 m
| Pořadí           | Jméno                | Země                     | Čas       | Ztráta |
| ---------------- | -------------------- | ------------------------ | --------- | ------ |
| Zlatá medaile    | Lidija Skoblikovová  | Sovětský svaz            | 45,0 (OR) | 0,0    |
| Stříbrná medaile | Irina Jegorovová     | Sovětský svaz            | 45,4      | +0,4   |
| Bronzová medaile | Taťjana Sidorovová   | Sovětský svaz            | 45,5      | +0,5   |
| 4.               | Jeanne Ashworthová   | Spojené státy americké   | 46,2      | +1,2   |
| 4.               | Jan Smithová         | Spojené státy americké   | 46,2      | +1,2   |
| 6.               | Gunilla Jacobssonová | Švédsko                  | 46,5      | +1,5   |
| 7.               | Mary Lawlerová       | Spojené státy americké   | 46,6      | +1,6   |
| 8.               | Helga Haaseová       | Tým sjednoceného Německa | 47,2      | +2,2   |
| 9.               | Inger Erikssonová    | Švédsko                  | 47,3      | +2,3   |
| 10.              | Doreen Ryanová       | Kanada                   | 47,7      | +2,7   |
|                  |                      |                          |           |        |
| 27.              | Jarmila Šťastná      | Československo           | 52,0      | +7,0   |

### 1000 m
| Pořadí           | Jméno                       | Země                     | Čas         | Ztráta |
| ---------------- | --------------------------- | ------------------------ | ----------- | ------ |
| Zlatá medaile    | Lidija Skoblikovová         | Sovětský svaz            | 1:33,2 (OR) | 0,0    |
| Stříbrná medaile | Irina Jegorovová            | Sovětský svaz            | 1:34,3      | +1,1   |
| Bronzová medaile | Kaija Mustonenová           | Finsko                   | 1:34,8      | +1,6   |
| 4.               | Helga Haaseová              | Tým sjednoceného Německa | 1:35,7      | +2,5   |
| 5.               | Valentina Steninová         | Sovětský svaz            | 1:36,0      | +2,8   |
| 6.               | Gunilla Jacobssonová        | Švédsko                  | 1:36,5      | +3,3   |
| 7.               | Jan Smithová                | Spojené státy americké   | 1:36,7      | +3,5   |
| 8.               | Kaija-Liisa Keskivitikkaová | Finsko                   | 1:37,6      | +4,4   |
| 9.               | Inger Erikssonová           | Švédsko                  | 1:37,8      | +4,6   |
| 10.              | Barb Lockhartová            | Spojené státy americké   | 1:38,6      | +5,4   |
|                  |                             |                          |             |        |
| 27.              | Jarmila Šťastná             | Československo           | 1:45,8      | +12,6  |

### 1500 m
| Pořadí           | Jméno                       | Země                     | Čas         | Ztráta |
| ---------------- | --------------------------- | ------------------------ | ----------- | ------ |
| Zlatá medaile    | Lidija Skoblikovová         | Sovětský svaz            | 2:22,6 (OR) | 0,0    |
| Stříbrná medaile | Kaija Mustonenová           | Finsko                   | 2:25,5      | +2,9   |
| Bronzová medaile | Berta Kolokolcevová         | Sovětský svaz            | 2:27,1      | +4,5   |
| 4.               | Kim Song-sun                | Severní Korea            | 2:27,7      | +5,1   |
| 5.               | Helga Haaseová              | Tým sjednoceného Německa | 2:28,6      | +6,0   |
| 6.               | Christina Scherlingová      | Švédsko                  | 2:29,4      | +6,8   |
| 7.               | Valentina Steninová         | Sovětský svaz            | 2:29,9      | +7,3   |
| 8.               | Kaija-Liisa Keskivitikkaová | Finsko                   | 2:30,0      | +7,4   |
| 9.               | Han Pchil-hwa               | Severní Korea            | 2:30,1      | +7,5   |
| 10.              | Hacue Nagakubová            | Japonsko                 | 2:30,9      | +8,3   |
|                  |                             |                          |             |        |
| 29.              | Jarmila Šťastná             | Československo           | 2:42,9      | +20,3  |

### 3000 m
| Pořadí           | Jméno                       | Země          | Čas    | Ztráta |
| ---------------- | --------------------------- | ------------- | ------ | ------ |
| Zlatá medaile    | Lidija Skoblikovová         | Sovětský svaz | 5:14,9 | 0,0    |
| Stříbrná medaile | Valentina Steninová         | Sovětský svaz | 5:18,5 | +3,6   |
| Stříbrná medaile | Han Pchil-hwa               | Severní Korea | 5:18,5 | +3,6   |
| 4.               | Klara Nesterovová           | Sovětský svaz | 5:22,5 | +7,6   |
| 5.               | Kaija Mustonenová           | Finsko        | 5:24,3 | +9,4   |
| 6.               | Hacue Nagakubová            | Japonsko      | 5:25,4 | +10,5  |
| 7.               | Kim Song-sun                | Severní Korea | 5:25,9 | +11,0  |
| 8.               | Doreen McCannellová         | Kanada        | 5:26,4 | +11,5  |
| 9.               | Christina Scherlingová      | Švédsko       | 5:27,6 | +12,7  |
| 10.              | Kaija-Liisa Keskivitikkaová | Finsko        | 5:29,4 | +14,5  |

## Program
| Den    | Datum          | Závod         |
| ------ | -------------- | ------------- |
| den 2  | 30. ledna 1964 | 500 m ženy    |
| den 3  | 31. ledna 1964 | 1500 m ženy   |
| den 4  | 1. února 1964  | 1000 m ženy   |
| den 5  | 2. února 1964  | 3000 m ženy   |
| den 7  | 4. února 1964  | 500 m muži    |
| den 8  | 5. února 1964  | 5000 m muži   |
| den 9  | 6. února 1964  | 1500 m muži   |
| den 10 | 7. února 1964  | 10 000 m muži |

## Zúčastněné země
- Belgie (1)
- Československo (2)
- Dánsko (1)
- Finsko (10)
- Francie (3)
- Itálie (2)
- Japonsko (8)
- Jižní Korea (4)
- Kanada (4)
- Maďarsko (3)
- Mongolsko (3)
- Nizozemsko (5)
- Norsko (9)
- Polsko (3)
- Rakousko (7)
- Severní Korea (9)
- Sovětský svaz (16)
- Spojené státy americké (15)
- Švédsko (10)
- Švýcarsko (3)
- Tým sjednoceného Německa (13)
- Velká Británie (5)

### Československá výprava
Československou výpravu tvořili jeden muž a jedna žena:
- Jarmila Šťastná – 500 m (27. místo), 1000 m (27. místo), 1500 m (29. místo)
- Oldřich Teplý – 500 m (32. místo), 1500 m (32. místo), 5000 m (33. místo)